# 地威臣街

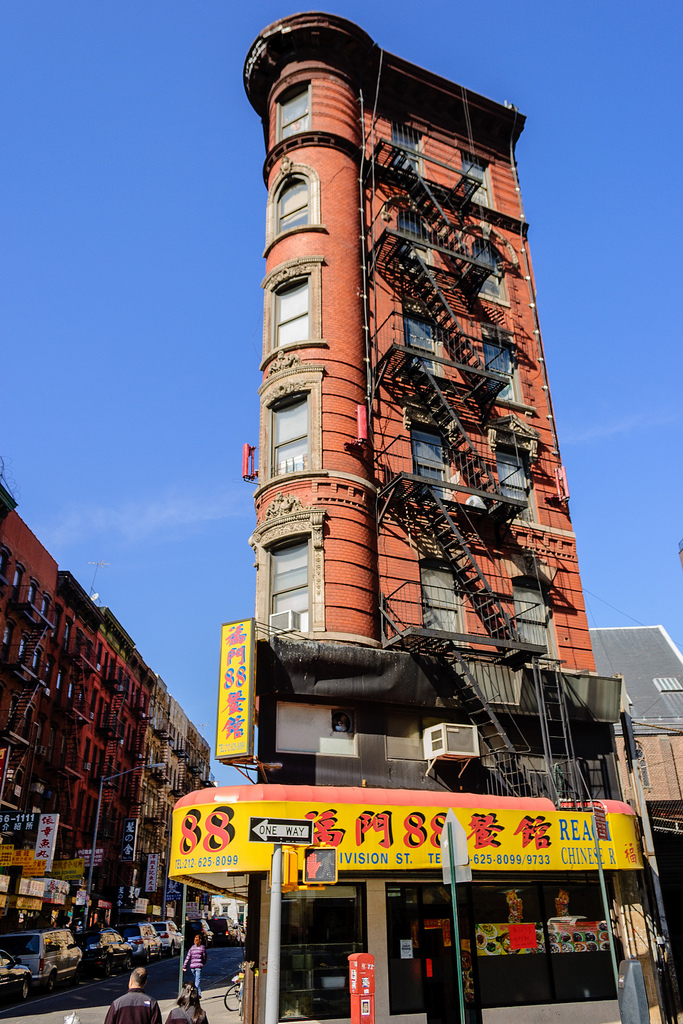
地威臣街

地威臣街（Division Street）是美国纽约曼哈顿下城双桥区的一条街道，位于曼哈顿大桥下方。它的东北端开始于坚尼街、律路街（Ludlow Street）路口，向西南到达包厘街。其两侧主要是住宅。

## 历史
这条街道的历史可以追溯到1789年以前。